# Anaulacomera maculicornis
Anaulacomera maculicornis är en insektsart som beskrevs av Andrew Nelson Caudell 1913. Anaulacomera maculicornis ingår i släktet Anaulacomera och familjen vårtbitare. Inga underarter finns listade i Catalogue of Life.